# It’s Corn
It’s Corn ist ein Lied der The Gregory Brothers, das auf Ausschnitten eines Interviews des Komikers Julian Shapiro-Barnum mit dem siebenjährigen Tariq aus New York City basiert, in dem dieser erklärt, warum er Mais liebt.

## Hintergrund
Während des Interviews in einem Park in Brooklyn verzehrte Tariq einen gegrillten Maiskolben am Stiel. Er erklärte begeistert, dass er den Mais (auf englisch corn) liebte, seit ihm gesagt wurde, dass es ihn „wirklich gibt“. Shapiro-Barnums Frage, ob er dachte, Mais würde es gar nicht geben, ließ Tariq unbeantwortet. Stattdessen betonte er, dass sich für ihn „alles veränderte“, als er Mais mit Butter probierte. Er forderte die Zuschauer auf, Mais zu probieren. Als Shapiro-Barnum ihn bat, Mais zu beschreiben, antwortete Tariq, es wäre „ein großer Klumpen mit Knollen, er hat den Saft“ und nannte das Getreide „wunderschön“. Er würde jeglichen Mais verzehren, den er um sich finden würde. Laut Tariq sollte ein Maiskolben einen Dollar kosten. Am Ende wünschte er dem Interviewer einen „corn-tastic day“. Als Shapiro-Barnum darüber lachte, wies Tariq ihn darauf hin, dass es „einfach ein Wortspiel mit Mais“ sei.

## Entwicklung zum Internetphänomen

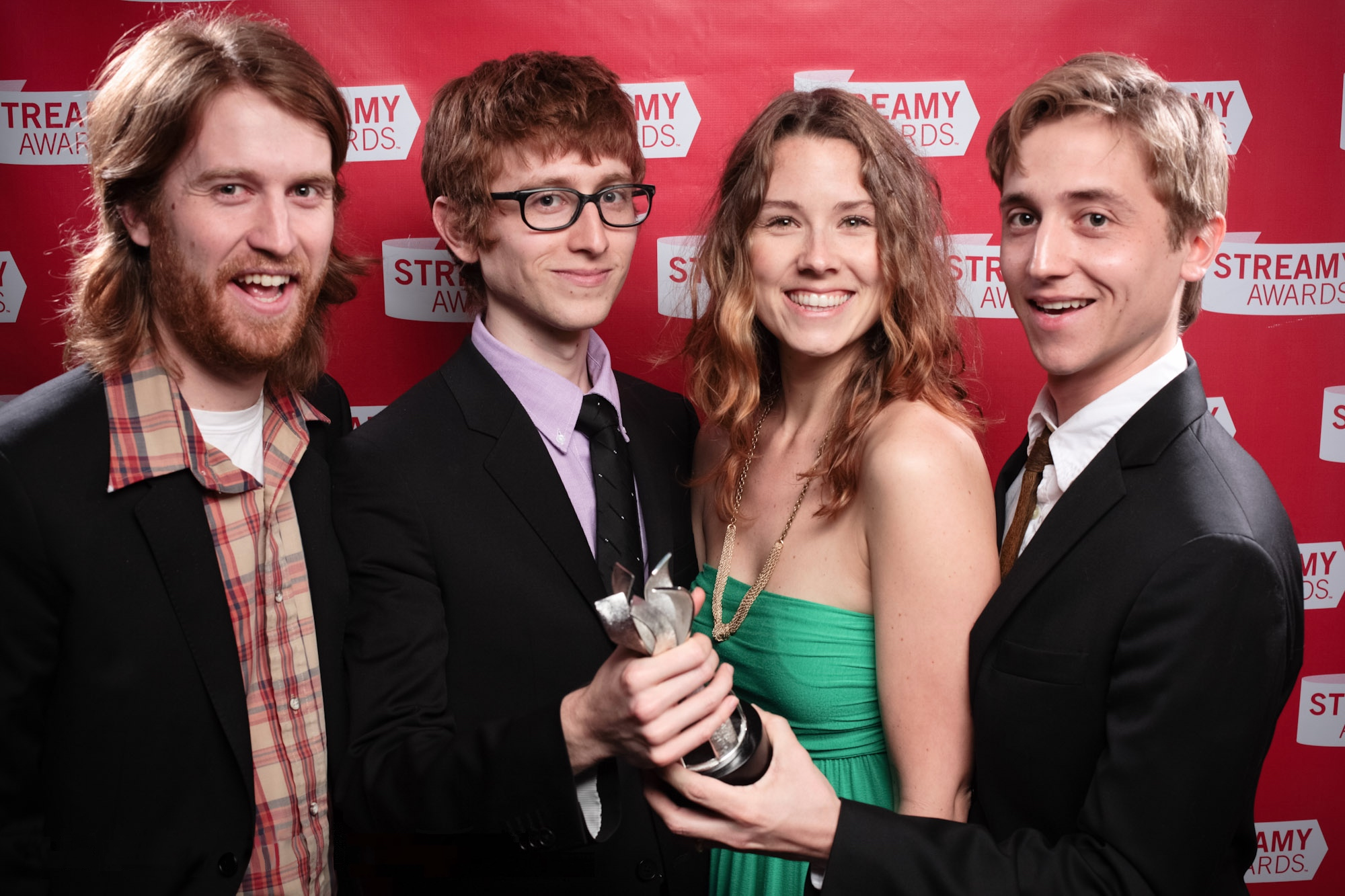
The Gregory Brothers 2010
(v. l. n. r.: Andrew, Michael, Sarah, Evan)

Das Interview wurde am 4. August 2022 auf den YouTube-, TikTok- und Instagram-Kanälen des Webformats Recess Therapy veröffentlicht, wo es sich zu einem populären Internetphänomen entwickelte und kumuliert in wenigen Wochen ca. 8,5 Mio. Aufrufe erreichte.
Später drehte Julian Shapiro-Barnum mit Tariq ein weiteres Video für Recess Therapy, in dem beide unter anderem einen Mais-Tanz aufführen.
Kurz darauf stießen die Musiker The Gregory Brothers auf das Interview und mischten Ausschnitte daraus mit einem Beat und einer einfachen Melodie zu einem 2:41 Minuten langen Lied. Die von Tariq gesprochenen Sätze wurden zu einem Refrain und diversen Strophen umgeschnitten. Das Stück veröffentlichten die Musiker am 19. August auf ihrem TikTok-Kanal schmoyoho, wo es innerhalb von vier Wochen fast 77 Millionen Aufrufe erreichte. Das am 28. August 2022 bei YouTube veröffentlichte Musikvideo erreichte bis Mitte September fast 8 Millionen Aufrufe.
Binnen kürzester Zeit entwickelte sich It’s Corn vor allem auf TikTok zu einem populären Sound, der in über 1,1 Millionen TikTok-Videos benutzt und millionenfach geteilt wurde. In der Folge schufen zahlreiche andere Internet-Nutzer auf Basis des Memes weitere Bilder, Videos und Animationen. Unter anderem coverte der Schauspieler Kevin Bacon das Lied.
Tariq und seine Familie erhalten einen Teil der Umsätze, die mit dem Lied erwirtschaftet werden. Die Schnellrestaurant-Kette Chipotle produzierte mit Tariq einen kurzen Werbespot. Bald darauf begann Tariqs Familie mit dem Verkauf personalisierter Grußbotschaften. Die zunehmende Monetarisierung des unerwarteten Erfolgs durch Tariqs Familie führte auch zu Kritik von Internet-Nutzern, die den Schutz des Jungen forderten. Tariq hat bislang keine weiteren Interviews oder Fernsehauftritte absolviert und Recess Therapy gab seinen Nachnamen nicht bekannt, um seine Identität zu schützen.